# Ulstrup Station
Ulstrup Station er en dansk jernbanestation i stationsbyen Ulstrup i Østjylland.
Stationen ligger på jernbanestrækningen fra Langå til Struer og åbnede i 1868, fem år efter jernbanen fra Langå til Viborg var blevet indviet.